# てぃーだブログ
てぃーだブログは、沖縄県浦添市に本社を置く株式会社てぃーだスクエアが提供、運営する沖縄県に特化した地域ブログサービスである。

## 概要
静岡県浜松市に本社を置く株式会社シーポイント（以下、シーポイント）が2005年3月に開設した沖縄県に特化した地域ブログである。同社は沖縄県以外にも地域ブログを数多く運営しているが、その中でも「てぃーだブログ」は会員数4万人を超え、月間アクセス数は約8900万回と、沖縄県のブログのポータルサイトでは最大の規模となっている。
2010年2月には、シーポイントからブログ運営事業を引き継いだ株式会社てぃーだスクエアが設立され、さらに同年3月には本社建物内に、ブログと連動した企業を支援するビジネス支援施設「てぃーだスクエア」の開設が予定されている。
なお、ブログ名の「てぃーだ」とは沖縄の方言で「太陽」という意味である。

## 沿革
- 2005年3月21日 てぃーだブログ開設。
- 2010年2月1日 運営会社が株式会社シーポイントから子会社の株式会社てぃーだスクエアへ変更。
- 2010年3月21日 ビジネス支援施設「てぃーだスクエア」を開設。
- 2018年3月21日 - ゆいレールを貸し切り「てぃーだ祭」を開催[5]。

## 主な機能
利用料金は原則無料。事業の宣伝等の商用利用も可能である。また、2009年4月6日から広告の固定配信が開始されたことにより、広告が表示されない有料プランも用意されている。
1つのIDにて最大5つまでブログを開設することが可能である。但し1つのIDに割り当てられている容量は500MBとなっており、開設したブログが4つ以下の場合でも容量が500MBとなった時点で、それ以上開設することは出来ない。なお、割り当て容量は変更可能。
ログインした状態で他のてぃーだブログを閲覧した際に自動的に「足あと」を付けることができる。ブログ開設者は管理ページ内にて誰が閲覧したかわかるようになっている。「足あと」機能は解除することも可能である。
アフィリエイトは、他社のアフィリエイトを含み利用可能である。